# Сакаріас Опсал
Сакаріас Опсал (норв. Sakarias Opsahl, нар. 17 липня 1999, Осло, Норвегія) — норвезький футболіст, півзахисник клубу «Бранн».

## Ігрова кар'єра

### Клубна
Сакаріас Опсал є вихованцем столичних клубів «Стабек» та «Волеренга». У серпні 2018 року футболіст підписав професійний контракт з останніми. Свою першу гру на дорослому рівні Опсал провів 16 травня 2019 року, коли вийшов на заміну в кінці матчу проти «Стремсгодсет».
Другу половину сезону 2019 року Опсал провів в оренді в клубі Другого дивізіону «Улленсакер». Не маючи можливості пройти до основи «Волеренги», у 2020 році Опсал був відправлений в оренду до клубу «Тромсе». Через рік термін оренди було продовжено. В серпні 2021 року півзахисник підписав з «Тромсе» контракт на постійній основі. Пізніше термін угоди з клубом було продовжено до 2027 року.
Влітку 2024 року Опсал перейшов до «Бранна», підписавши з клубом контракт до 2028 року.

## Досягнення
Тромсе
- Переможець Другого дивізіону: 2020